# Mount-Data-Nationalpark
Der Mount-Data-Nationalpark liegt auf der Insel Luzon, Philippinen. Er wurde 1936 auf einer Fläche von 33,52 km² an der Grenze der Provinzen Mountain Province, Ifugao und Benguet eingerichtet. Benannt wurde er nach dem bedeutendsten Berg, dem Mount Data. Der Nationalpark liegt entlang der höchsten Passstraße der Philippinen, dem Halsema Highway.
Auf dem Gebiet des Nationalparks liegen die Quellen der drei bedeutenden Flüsse Agno, Abra und dem Rio Chico. Das Gelände des Nationalparks wird als teilweise bewaldet beschrieben, größere Teile des Nationalparks werden für den Anbau von Maniok (Manihot esculenta) genutzt. Er hatte seit 1947 eine große Bedeutung bei der Erforschung der philippinischen Säugetierfauna. So wurden die  Luzon-Breitzahnratte (Abditomys latidens) und die Luzon-Baumratte Carpomys melanurus auf dem Gebiet des Nationalparks entdeckt und zuerst beschrieben. 